# Miguel Barbosa
Luis Miguel Gerónimo Barbosa Huerta (Zinacatepec, Puebla, 30 de septiembre de 1959-Ciudad de México, 13 de diciembre de 2022) fue un abogado y político mexicano, miembro del Movimiento Regeneración Nacional. Se desempeñó como gobernador de Puebla desde el 1 de agosto de 2019 hasta su muerte el 13 de diciembre de 2022. Fue diputado federal de 2000 a 2003, senador de 2012 a 2018 y presidente del Senado de 2014 a 2015.

## Biografía
Luis Miguel Gerónimo Barbosa Huerta nació en el municipio de Zinacatepec, en el estado de Puebla, el 30 de septiembre de 1959, y fue el tercero de cinco hijos. Vivió en su localidad natal los primeros diez años de su vida, y posteriormente su familia se mudó a la ciudad de Tehuacán.
Estudió la licenciatura en Derecho en la Universidad Nacional Autónoma de México (UNAM) de 1979 a 1983. Fue fundador y miembro de su propia firma de abogados en Tehuacán de 1982 a 2000. En el marco de una gira de trabajo por el continente asiático, recibió, por parte de la Universidad de Hankuk de Estudios Extranjeros, de la República de Corea, el doctorado honoris causa en Ciencias Políticas. Estuvo casado con María del Rosario Orozco Caballero, con quien tuvo dos hijos: Miguel y María del Rosario.
En noviembre de 2013, un descuido personal derivado de la diabetes que padecía, puso en riesgo su vida. Una infección en el pie derecho le provocó una sepsis, a consecuencia de la cual se le amputó la extremidad a finales de ese mismo año. Tras su convalecencia, se incorporó a sus actividades legislativas como coordinador del Grupo Parlamentario del Partido de la Revolución Democrática, a inicios de enero de 2014.
A partir de este incidente que puso en riesgo su vida, se manifestó activamente en favor de generar entre los mexicanos la cultura de la prevención y atención de las enfermedades que aquejan a la población, especialmente la diabetes. Durante la campaña para la gubernatura del estado de Puebla, fue atacado por sus adversarios, quienes aseguraban que, por sus problemas de salud, no podría cumplir con sus obligaciones.

## Trayectoria política
En el mes de junio de 1994, durante la campaña presidencial del candidato del PRD, el ingeniero Cuauhtémoc Cárdenas Solórzano, Barbosa decidió exponer abiertamente su interés por integrarse a las filas del principal partido de izquierda en el país. Años más tarde, su intenso trabajo en las filas de la izquierda lo llevaron a alcanzar la presidencia estatal del PRD en Puebla y ser electo Consejero Nacional entre 1998 y 2000.[cita requerida]

### Diputado federal (2000-2003)
En el 2000, fue designado como diputado federal plurinominal por el Partido de la Revolución Democrática. Una de sus primeras iniciativas fue reformar el artículo tercero de la Constitución Política de los Estados Unidos Mexicanos, para clarificar que toda la educación que el Estado imparta en los distintos niveles y modalidades, incluida la educación superior a través de las universidades y las demás instituciones públicas a las que la ley otorgue autonomía, debe ser gratuita. El 20 de marzo de 2001, presentó una iniciativa de reformas al artículo séptimo de la Ley Orgánica del Congreso General de los Estados Unidos Mexicanos, que establecía que el presidente de la República tendría que escuchar durante su informe de gobierno las intervenciones de los grupos parlamentarios.
El 8 de abril de 2003, el Congreso de la Unión aprobó una iniciativa suya cuyo fin era expedir la Ley Federal de Firma y Comercio Electrónicos, Mensajes de Datos y Servicios de la Sociedad de Información, propuesta que consistió en establecer, en el sistema jurídico mexicano, las garantías necesarias para que pueda potenciarse el desarrollo del comercio electrónico y de los servicios ofrecidos a través de Internet, conforme a un marco legal seguro tanto para los proveedores de servicios como para los usuarios.
Otra propuesta suya fue la que establecía modificaciones a diversos artículos de la Constitución Política de los Estados Unidos Mexicanos, en materia del veto presidencial, iniciativa aprobada por ambas cámaras del Congreso de la Unión y publicada en el Diario Oficial de la Federación el 17 de agosto de 2011.

### Actividad política (2003-2011)
Se desempeñó como Secretario General de la Comisión Nacional de Garantías y Vigilancia del PRD de 2002 a 2005. Ingresa al Comité Ejecutivo Nacional como responsable del área de Asuntos Parlamentarios, bajo la Presidencia de Leonel Cota Montaño. Forma parte de la Dirección Nacional como integrante de la Comisión Política durante la presidencia de Jesús Ortega Martínez en 2008.
A su vez, fue elegido por la expresión política Nueva Izquierda como su coordinador nacional, encargo que desarrolla de 2008 a 2012. Durante este periodo tiene una intensa participación en el método para definir y elegir las candidaturas de este instituto político a los cargos de elección popular para los comicios federales de 2012. Como dirigente nacional de Nueva Izquierda asume la tarea de organizar a los integrantes y dirigentes estatales de esta expresión política en todo el país, para mantener el fortalecimiento y mayoría al interior del PRD.

### Senador por Lista Nacional (2012-2018)

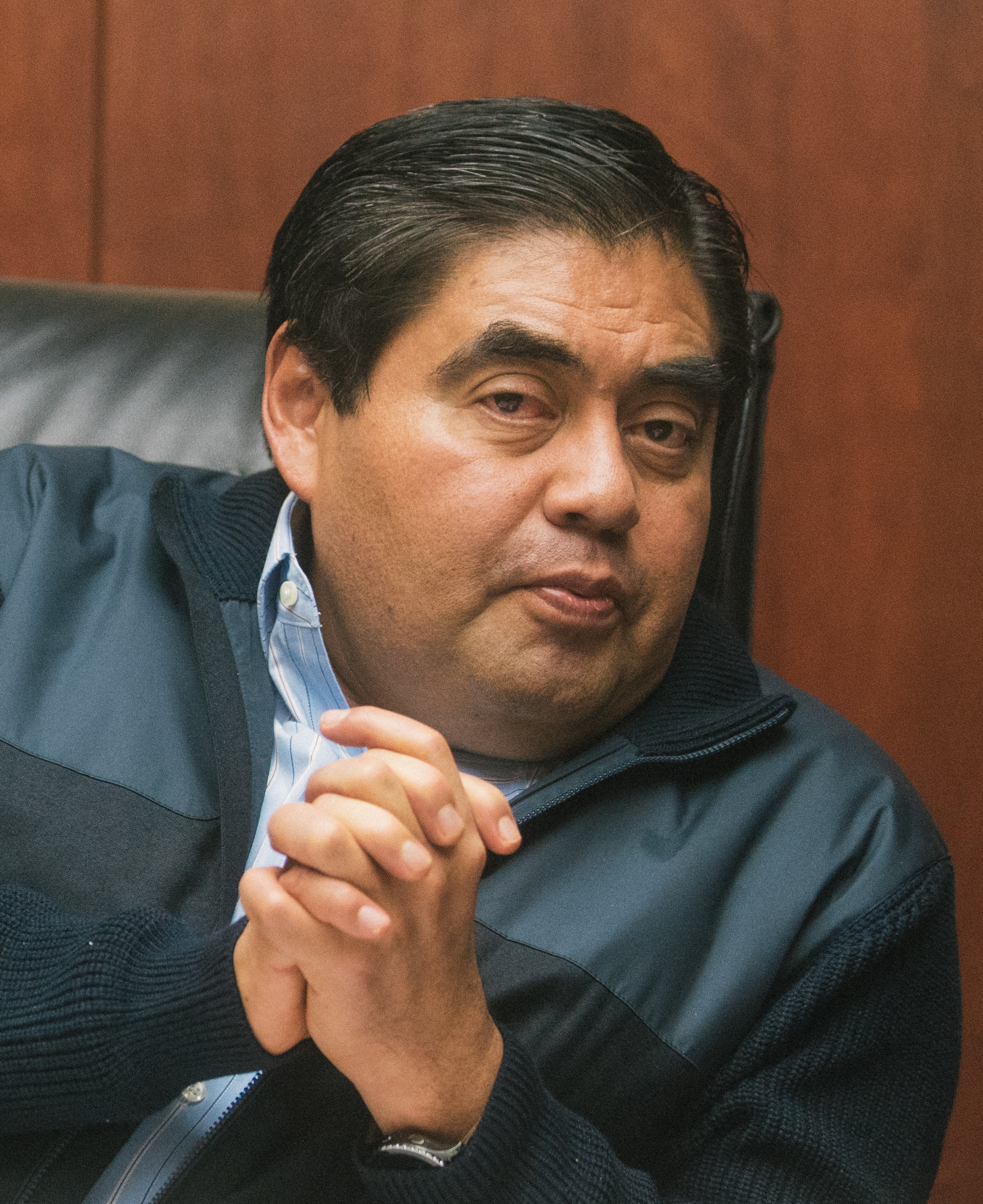
Miguel Barbosa en 2016.

En el 2012 es electo para encabezar la lista nacional al Senado de la República por la vía plurinominal del PRD, cargo que obtiene luego de la sustantiva votación que obtuvo ese partido en los comicios federales que se llevaron a cabo el primero de julio de ese año. El 14 de agosto es de 2012, la bancada del PRD en el Senado nombró a  Miguel Barbosa como coordinador para la LXII Legislatura, cargo que desempeñó hasta el 13 de marzo de 2017, fecha en la que presentó su renuncia. En 2014 tras conseguir el respaldo de los senadores de todas las fuerzas políticas, el 31 de agosto de 2014, Miguel Barbosa Huerta fue elegido Presidente del Senado de la República para el periodo del 1 de septiembre de 2014 al 31 de agosto de 2015. En un hecho histórico sin precedentes en México, un partido de izquierda dirigió simultáneamente el Senado y la Cámara de Diputados.
El 23 de octubre de 2017, el movimiento que encabeza Andrés Manuel López Obrador, nombró a Miguel Barbosa como Coordinador Organizativo del Movimiento Regeneración Nacional en el estado de Puebla, después de conocer los resultados de la encuesta realizada por este instituto político. De acuerdo con elecciones anteriores, a los ciudadanos que Morena ha nombrado coordinadores estatales, posteriormente se han convertido en aspirantes a la gubernatura estatal.

### Candidato a Gobernador de Puebla (2018 y 2019)
Fue candidato del Movimiento Regeneración Nacional a la gubernatura de Puebla por la coalición Juntos Haremos Historia  para las elecciones estatales de Puebla de 2018,  en donde resultó ganadora Martha Erika Alonso del Partido Acción Nacional, con un 38% de los votos, frente al 34% obtenido por Barbosa. Y en las elecciones extraordinarias del estado de Puebla donde Barbosa Huerta salió triunfador en la contienda con un total del 44% de votos.

### Gobernador de Puebla
Luego de la muerte de la gobernadora de Puebla, Martha Érika Alonso en diciembre de 2018, se llamaron a elecciones extraordinarias a celebrarse el domingo 2 de junio de 2019. Con el 99.9% de los votos computados por el Programa de Resultados Electorales Preliminares (PREP), Miguel Barbosa sería el ganador, con 44.6% de los votos a su favor (682 mil 245 sufragios), contra el 33.23% de los votos que recibió su más cercano adversario, Enrique Cárdenas Sánchez, de la coalición del Partido Acción Nacional (PAN), Partido de la Revolución Democrática (PRD) y Movimiento Ciudadano (MC). Aunque el nombre de la coalición que apoyó a Barbosa Huerta llevó el mismo nombre que en la elección de 2018  "Juntos Haremos Historia" en esta ocasión los partidos que se unieron a Morena fueron el Partido del Trabajo (PT) y el Partido Verde Ecologista de México (PVEM). Dada la alta tasa de abstencionismo que fue de cerca del 70%, sería el gobernador de ese estado con el menor apoyo popular de las últimas dos décadas. El 1 de agosto de 2019 tomó protesta oficial como gobernador en el Auditorio Metropolitano, donde acusó que el estado de Puebla tiene una deuda superior a los 44 mil millones de pesos que habría dejado el gobierno de Rafael Moreno Valle Rosas.

## Muerte
Aunque en un principio trataron de negar el estado de salud del Gobernador, se hizo público que Barbosa estaba ingresado en el Instituto Nacional de Cardiología de la CDMX, al cual habría sido trasladado en helicóptero tras haber sufrido un infarto el lunes por la tarde en Puebla, pero que se habría complicado.
Murió el 13 de diciembre de 2022 tras sufrir un infarto según comunicó vía Twitter el presidente de México, Andrés Manuel López Obrador.
Al día siguiente se realizaron tres homenajes de cuerpo presente en las sedes de los tres poderes del estado; el último de ellos, realizado en Casa Aguayo, contó con la presencia del presidente López Obrador. El 15 de diciembre de 2022 su cuerpo fue trasladado a Tehuacán, Puebla en cuya catedral se realizó una ceremonia religiosa. tras la cual fue sepultado en el panteón municipal de Tehuacán.

## Controversias

### "Castigo de Dios"
A unas semanas de ser gobernador de Puebla, durante el informe de gobierno de la presidenta municipal de Huejotzingo, Ángelica Alvarado, Barbosa Huerta dijo que Martha Erika Alonso y Rafael Moreno Valle le habrían «robado» la elección estatal de 2018 y que el accidente aéreo en el que perdieron la vida en diciembre de ese mismo año habría sido un «castigo de Dios», todo lo anterior sin utilizar directamente los nombres de los dos exgobernadores.
Políticos del PAN, partido al que pertenecían Alonso y Moreno Valle, criticaron dichas declaraciones señalando los dichos como lamentables y desatinados. A través de un mensaje en la red social Twitter, los senadoras panistas comunicaron: «Lamentamos que Barbosa haga estos señalamientos en contra de Martha Erika Alonso y Rafael Moreno Valle» cuando el gobierno de Morena no había sido capaz de explicar la caída del helicóptero en que viajaban la gobernadora y nuestro coordinador».

### "Libertad de Tránsito"
En declaraciones de Barbosa como Gobernador de Puebla, a partir del 2023 se restringiría el paso a todo vehículo con placas foráneas como parte de un plan para que todo aquel que cruzara el estado, se viese obligado a tramitar un "Pase Turístico" o la "Verificación Vehicular del Estado" o ser acreedor a sanciones derivadas de este, excluyendo a aquellos que formasen parte de la CAME y en contravención al artículo 11.º constitucional, que señala: 

Artículo 11.- Toda persona tiene derecho para entrar en la República, salir de ella, viajar por su territorio y mudar de residencia, sin necesidad de carta de seguridad, pasaporte, salvoconducto u otros requisitos semejantes..
Artículo 11 de la Constitución Política de los Estados Unidos Mexicanos.